# Інститут технологій та вищої освіти у Монтерреї
Інститут технологій та вищої освіти у Монтерреї (ісп. Instituto Tecnológico y de Estudios Superiores de Monterrey, ITESM), також скорочено Монтеррейський інститут технологій (Tecnológico de Monterrey) або Тек-де-Монтеррей (Tec de Monterrey) — один з найбільших приватних нерелігійних університетів Латинської Америки, у якому включно з учнями старшої школи та аспірантами навчаються понад 90 тисяч студентів.
Інститут розташований у Монтерреї у Мексиці і має 31 кампус у 25-ти містах країни. Вважається першим університетом Латинської Америки та іспаномовного світу, що під'єднався до Інтернету. Знаменитий однією з найкращих у регіоні бізнес-шкіл та лідерством серед університетів Мексики за заявками на патенти.

## Історія

### Ранні роки
Інститут було засновано 6 вересня 1943 року групою місцевих бізнесменів на чолі з Еуґеніо Ґарса Сада, главі пивоварного конгломерату, який був зацікавлений у створенні установи, що зможе готувати кваліфікований персонал для квітнучих корпорацій Монтеррею у 1940-х роках.
Група оформилась у неприбуткову організацію під назвою Enseñanza e Investigación Superior A.C. (EISAC) і найняла кількох вчених, серед яких — Леон Авалос-і-Вес, випускник MIT, який створив перші академічні програми і був першим директором.
У ранні роки Інститут працював на Abasolo 858 Oriente у великому двоповерховому будинку неподалік площі Сарагоси., згодом орендував додаткові приміщення. У 1947 почалося будівництво університетського містечка.

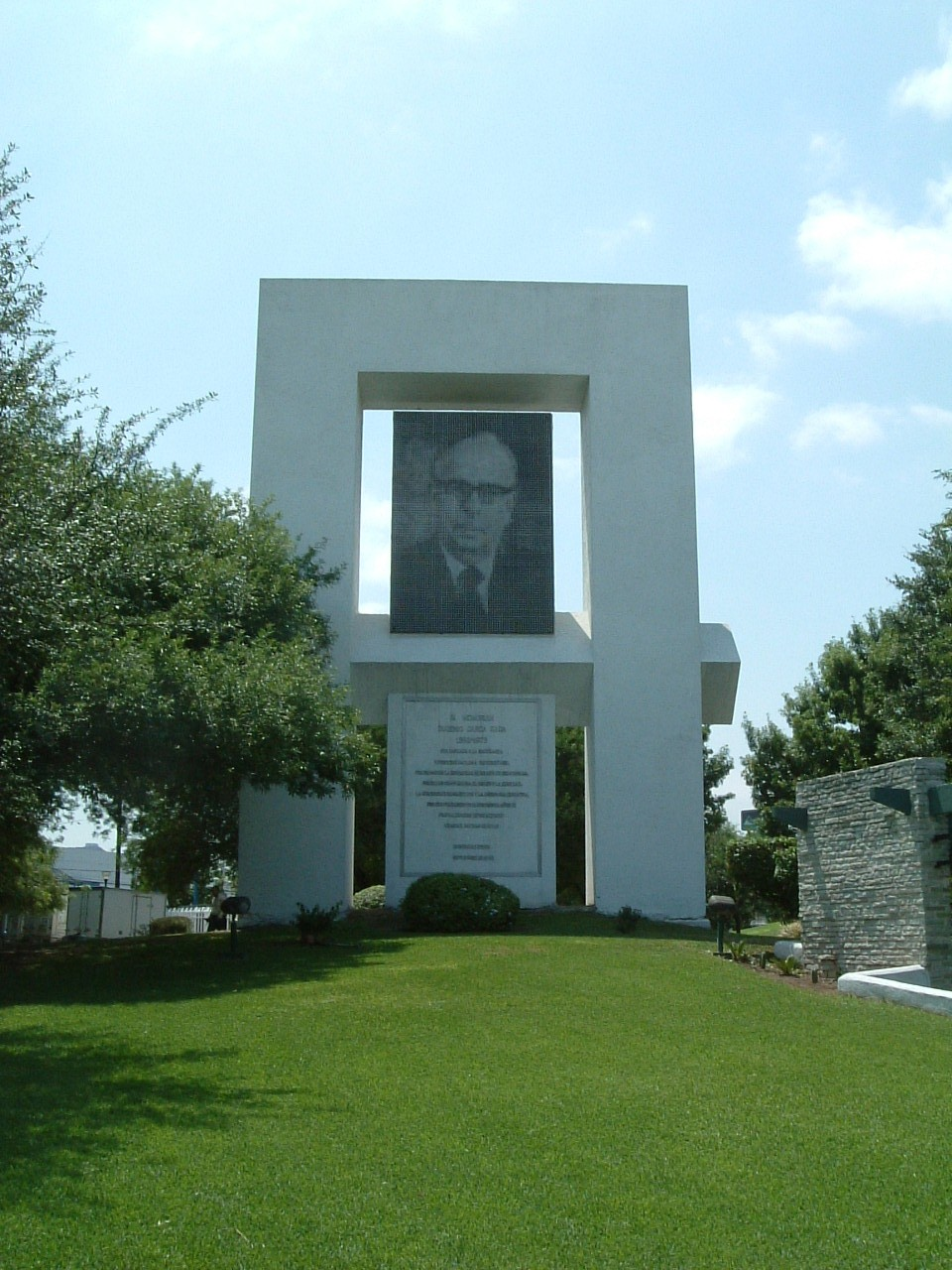
Меморіал засновника універститету

### Бібліотеки
До Інституту входять 33 бібліотеки у 25 містах Мексики, у фондах яких перебувають 2,4 млн книжок, публікацій, 46 типів електронних баз даних зі щонайменше 51 тис. спеціалізованих та наукових журналів і понад 9 тис. електронних книг. Бібліотека Сервантеса, розташована у будівлі ректорату, володіє найбільшою колекцією інкунабул «Дон Кіхота», оригінальним виданням L'Encyclopédie, архівами Маріо Пані та іншими бібліографічними скарбами. У головній бібліотеці кампусу в Монтерреї зберігаються особисті колекції археолога Ігнасіо Бернала.